# Schizothorax dolichonema
Schizothorax dolichonema är en fiskart som beskrevs av Herzenstein, 1889. Schizothorax dolichonema ingår i släktet Schizothorax och familjen karpfiskar. Inga underarter finns listade i Catalogue of Life.